# … und über uns der Himmel
… und über uns der Himmel ist ein deutsches Drama des Regisseurs Josef von Báky aus dem Jahr 1947. Für Hans Albers, der den Kriegsheimkehrer Hans Richter spielt, war es sein erster Nachkriegsfilm. Lotte Koch spielt eine Witwe, in die der Heimkehrer sich verliebt, und Paul Edwin Roth Richters blinden Sohn.

## Handlung
Der Kranführer Hans Richter kehrt nach dem Zweiten Weltkrieg unversehrt in seine stark beschädigte Wohnung zurück. Seinen Freund, einen Fuhrunternehmer, kann er nicht mehr finden, nur dessen Pferd Florian und die Hochzeitskutsche von damals sind noch da. In der Nachbarwohnung hat die verwitwete Edith Schröder mit ihrer kleinen Tochter Helga Zuflucht gesucht. Sie war mit einem Studienrat verheiratet. Aus Angst vor einer ungewissen Zukunft und weil er nicht weiß, wie er sonst für seinen Lebensunterhalt sorgen soll, beginnt Richter auf Vermittlung seines Bekannten Fritz, den er bei seinem Rückmarsch auf der Landstraße kennengelernt hatte, mit dem Handel auf dem Schwarzmarkt und mit Schiebergeschäften. Dazu spannt er Florian vor die alte Hochzeitskutsche und fährt über Land. Er erarbeitet sich so ein kleines Vermögen. Als sein Sohn aufgrund einer Nervenverletzung erblindet aus dem Krieg zurückkehrt, später aber seine Sehkraft zurückgewinnt, überdenkt Hans Richter sein Verhalten. Nicht nur die Liebe zu Edith Schröder, die sich von seinen teuren Geschenken nicht blenden lässt und sich zunehmend von ihm distanziert, lässt ihn wieder auf den rechten Weg zurückfinden, sondern auch das Entsetzen seines Sohnes, als dieser erkennen muss, wie der Vater sein Vermögen erwirtschaftet hat, und sich von ihm abwendet.

## Produktionsnotizen
Der Film wurde von der Objectiv-Film GmbH im Ufa-Atelier Berlin-Tempelhof produziert. Die Außenaufnahmen entstanden in Berlin und Umgebung. Für die Bauten zeichneten Emil Hasler und Walter Kutz verantwortlich. … und über uns der Himmel wurde am 9. Dezember 1947 in Berlin-West erstaufgeführt. Die Uraufführung erfolgte am 27. Februar 1948 in Hamburg. Am 6. November 1985 lief er erstmals im Fernsehen, und zwar auf DDR 2 (staatliches Fernsehen der DDR). Der Film lief auch unter dem Verweistitel Über uns der Himmel. ... und über uns der Himmel war der erste deutsche Film nach dem Zweiten Weltkrieg, der in der amerikanischen Besatzungszone gedreht und mit amerikanischer Lizenz hergestellt wurde. Er unterlag der Prüfung durch die Alliierte Militärzensur, die ihn im November 1947 freigab.
Das tragende Lied des Films war die von Hans Albers gesungene Melodie, die von Theo Mackeben komponiert und von Michael Freytag getextet worden war Es weht der Wind von Norden, er weht uns hin und her ....
DVD
Eine DVD mit dem Titel ... und über uns der Himmel erschien am 4. Januar 2007, herausgegeben von der WVG Medien AG.

## Kritik
„Josef von Bakys ‚... und über uns der Himmel‘ ist eine schwache Schnulze und allenfalls als zeitgeschichtliches Dokument tauglich.“

„Durch oberflächlichen Optimismus und schwülstige Wiederaufbau-Tendenz gekennzeichnet, wirkt der Film streckenweise wirklichkeitsfern, zeigt aber zugleich eindrucksvoll die verheerende Zerstörung Berlins und ist auch in der Beschreibung der Atmosphäre weitgehend treffend.“